# Finanspolitik
Finanspolitik utövas via statsbudgeten genom förändringar i statens inkomster och utgifter som vidtas i syfte att påverka samhällsekonomin, till exempel genom att sänka eller höja skatter och bidrag. Finanspolitiken är en av de två delar i vilken den ekonomiska politiken vanligen indelas; den andra delen är penningpolitik.
Man kan ur ett mer begränsat perspektiv också tala om en kommunal finanspolitik. Svenska regeringens finanspolitik granskas av Finanspolitiska rådet.

## Syftet med finanspolitiken
Ursprungligen var syftet med finanspolitiken att finansiera de offentliga utgifterna. Det ansågs allmänt att det därvid var viktigt att ha en årlig budgetbalans, ”sunda statsfinanser”, vilket innebar att budgeten huvudsakligen borde vara skattefinansierad. Ett annat synsätt, som byggde på uppfattningen att det inte var budgeten som skulle balanseras utan samhällsekonomin, introducerades under 1930-talet.
Den främste lärofadern var John Maynard Keynes. I sitt arbete – The General Theory of Employment, Interest and Money från 1936 – förordade han en aktiv finanspolitik som skulle stimulera efterfrågan i syfte att minska arbetslösheten. Detta blev den keynesianska modellen. Liknande tankegångar utvecklades även av svenska ekonomer, främst inom Stockholmsskolan, med företrädare som Erik Lindahl, Erik Lundberg, Gunnar Myrdal och Bertil Ohlin.

## Kontracyklisk finanspolitik och multiplikatoreffekt
Två vanliga begrepp inom finanspolitiken är kontracyklisk finanspolitik och multiplikatoreffekt. De nya tankegångarna innebar att man övergav kravet på årlig budgetbalans till förmån för en kontracyklisk budgetbalans. En kontra-cyklisk finanspolitik är en ekonomisk politik som går åt motsatt håll mot den aktuella ekonomiska konjunkturen.
I en lågkonjunktur innebär det att man ska underbalansera budgeten, dvs. ”späda på” efterfrågan genom en expansiv politik (högre utgifter) och därmed öka produktion och sysselsättning, i en högkonjunktur ska man dämpa inflationstrycket genom att överbalansera budgeten, dvs. genomföra åtstramningar (högre skatter). Multiplikatoreffekt innebär att en viss åtgärd kan få följdverkningar som medför att den slutliga effekten blir större än den ursprungliga åtgärdens omfattning, vilket framför allt är fallet vid lågkonjunktur.

## Svensk finanspolitik
Politiskt introducerades en aktiv finanspolitik i Sverige av finansministern Ernst Wigforss genom hans första budgetproposition 1933. Wigforss ville öka köpkraften och minska den dåvarande krisen genom offentliga investeringar och offentliga arbeten. Svängningarna i konjunkturen skulle utjämnas genom underbalansering av budgeten under en lågkonjunktur och överbalansering under en högkonjunktur. Hans förslag föranledde debatter om huruvida en sådan budgetpolitik var möjlig med hänsyn till gällande grundlagar.
De flesta kom till uppfattningen att detta var möjligt: en årlig budgetbalans var inte nödvändig, däremot borde budgeten vara balanserad över en konjunkturcykel. Vid 1937 års budgetreform gjorde man, bl.a. mot bakgrund av denna debatt, en skillnad mellan driftbudget och kapitalbudget. Driftbudgeten skulle finansieras genom skatter och kapitalbudgeten genom lån. Denna uppdelning av statsbudgeten har sedermera försvunnit.

## Finanspolitikens medel
Medlen inom finanspolitiken är främst beskattningen samt statsbudgetens omfattning och innehåll. Man kan sålunda anpassa skattesatser och utgiftsprogram till konjunkturerna, t.ex. genom lägre moms och större utgifter under en lågkonjunktur. Risken är dock att en sådan politik leder till ökad inflation och till underskott i betalningsbalansen. Gunnar Myrdal och Bertil Ohlin talade redan på 1930-talet om det internationella utrymmet för en inhemsk expansionspolitik. Under en högkonjunktur måste finanspolitiken i stället strama åt efterfrågan. Det kan emellertid vara svårt att genomföra detta politiskt.
Finanspolitiken utgör en central del av alla länders ekonomiska politik, men avvägningar gentemot andra mål inom den ekonomiska politiken kan medföra att detta instrument vid skilda tidpunkter används med större eller mindre kraft. Man är numera medveten om att verkligheten inte är lika entydig som teorin. En finanspolitisk åtgärd kan få positiva effekter på ett område, men mindre positiva på ett annat. Finanspolitiken är nationell, även för länder inom Europeiska unionen (EU), således även för euroområdet inom EMU.

## Sveriges finanspolitiska ramverk
Som en direkt följd av 1990-talets statsfinansiella kris i Sverige antog riksdagen ett finanspolitiskt ramverk för Sverige, även kallat budgetpolitiska mål. Detta består av tre huvudmål: ett överskottsmål för hela den offentliga sektorn, ett utgiftstak för staten och ett krav på kommuner och landsting att ha en god ekonomisk hushållning. Det kommunala balanskravet tillsammans med utgiftstaket är viktiga instrument för att uppnå överskottsmålet.

### Överskottsmålet för den offentliga sektorn
Regeringen är enligt budgetlagen skyldig att lämna ett förslag till mål för den offentliga sektorns sparande. Riksdagen har fastställt överskottsmålet till att det finansiella sparandet över en konjunkturcykel i genomsnitt ska vara 1 procent av BNP. Målet ändrades 2007, från att tidigare ha varit 2 procent av BNP.
Målet syftar till att spara en buffert ifall konjunkturen blir sämre och som ett sparkapital för framtida generationer. Det senare för att möta ett scenario då allt fler människor kommer att utnyttja offentliga sektorns välfärdstjänster, samtidigt som andelen som arbetar minskar. Som medlem i EU måste Sverige dessutom följa den så kallade Stabilitets- och tillväxtpakten, som bland annat innebär att det offentliga underskottet inte får överstiga 3 procent av BNP.

### Utgiftstak för staten
Enligt budgetlagen ska regeringen för en treårsperiod föreslå tak för statens och ålderspensionssystemets utgifter. Utgiftstaket är inte rent juridiskt bindande, men sedan 2010 är det obligatoriskt för regeringen att lämna förslag om ett utgiftstak till riksdagen.

### Krav på kommunsektorn att ha budgetar i balans
Varje kommun och region ska budgetera för ett resultat i balans. Kravet trädde i kraft 2000. Detta ska förhindra att utgifterna för den löpande verksamheten lånefinansieras och på så sätt minska risken för underskott.